# Are You Experienced?
Pour l'album, voir Are You Experienced.
Pistes de Are You Experienced
Remember Hey Joe (réédition)
Are You Experienced? est la chanson titre du premier album du Jimi Hendrix Experience Are You Experienced (sans point d'interrogation) paru en 1967. Elle est décrite comme l'une des compositions les plus originales de Jimi Hendrix sur l'album par l'écrivain et biographe Keith Shadwick. La chanson est en grande partie basée sur un accord et a une qualité de bourdon qui rappelle la musique classique indienne. Qualifiée de symphonie psychédélique, elle combine des parties de guitare et de batterie enregistrées à l'envers et normalement et une octave de piano répétitive. 
Des enregistrements concerts datant d'octobre 1968 apparaissent sur l'album Winterland en 2011. Are You Experienced? est reprise par Devo sur l'album Shout (1984) (avec Randy Hansen imitant Hendrix sur le clip vidéo associé) et par Patti Smith sur l'album Twelve (2007).

## Enregistrement
Are You Experienced? est enregistré aux studios Olympic à Londres le 3 avril 1967, le dernier jour d'enregistrement pour Are You Experienced (avec le chant sur Fire, les ajouts sur Love or Confusion et les masterings de Highway Chile et May This Be Love),. La piste de guitare à l'envers a été enregistrée quatre fois, la dernière prise étant utilisée pour la version finale. Selon l'assistant ingénieur George Chkiantz, "L'idée originale [pour l'enregistrement de la guitare] était de faire une boucle, mais cela a posé un problème... nous avons essayé de le boucler et puis nous n'avons pas pu le faire boucler... à la fin Jimi était tellement impatient de faire ça, il a dit 'regardez, c'est assez facile, nous allons juste jouer' et l'a joué". Il est également possible que Hendrix ait interprété certaines des parties de batterie à l'envers de la chanson en plus du batteur Mitch Mitchell.
Le biographe Keith Shadwick note la qualité bourdonnante de la chanson, qu'il compare à la musique classique indienne. Bien qu'il pense que la chanson n'inclut pas de ligne de guitare basse (soulignant davantage l'approche indienne), le bassiste Noel Redding est crédité sur certains albums. Une prise instrumentale antérieure de la chanson enregistrée le même jour incluait la basse de Redding mise plus en avant dans le mix.

## Analyse artistique
Les historiens de Hendrix, Harry Shapiro et Caesar Glebbeek, ont fait l'éloge de Are You Experienced? comme "une pièce maîtresse majestueuse d'un hymne rock déclamatoire":

« La frappe militaire de Mitch [Mitchell] résonne derrière les effets sonores hip-hop étonnamment contemporains des bandes lues à l'envers ponctuant la condition de Jimi d'être votre guide ("Si vous pouvez vous ressaisir"). À quoi? Extase sexuelle ? Des états modifiés de conscience ? Ou tout simplement se retrouver, prendre le temps de voir ce que l'on fait de l'extérieur, « du fond de la mer », abandonner le train-train quotidien du « monde misérable ». Tout est là pour la prise. Le secret est d'être en paix avec soi-même - "pas nécessairement sonné, mais beau". »

## Parution et interprétations en concert
La chanson originale est incluse sur la compilation posthume Voodoo Child: The Jimi Hendrix Collection en 2001, tandis qu'une prise inédite est présentée dans le coffret West Coast Seattle Boy: The Jimi Hendrix Anthology en 2010.
Malgré sa complexité en studio, Are You Experienced? a été joué en concert par l'Experience à plusieurs reprises en 1967 et 1968. Il a été utilisé comme morceau final lors d'un concert au Saville Theatre à Londres le 4 juin 1967. Selon une critique de Disc and Music Echo, l'interprétation de Are You Experienced était « fracassant [et] fendant les oreilles ». Hendrix "a terminé le concert en brisant une guitare qui lui a été remise pour le final ... et en la jetant dans le public". Le concert a été surnommé un concert "d'adieu" par Shapiro et Glebbeek, avant que le groupe ne se dirige vers les États-Unis et leur apparition au Monterey Pop Festival.
Les interprétations de la chanson enregistrée lors des concerts du 10 et 11 octobre au Winterland Ballroom de San Francisco, Californie, apparaissent sur l'album live Winterland (2011). Auparavant, la performance du 10 octobre apparaissait sur l'album The Jimi Hendrix Concerts en 1982, et celle du 11 octobre a été incluse sur un disque bonus pour Live at Winterland en 1987, avec la partie de flûte de Virgil Gonzales supprimée, ces albums étant retirés de la vente par la suite.